# Scutellaria eplingii
Scutellaria eplingii là một loài thực vật có hoa trong họ Hoa môi. Loài này được Legname miêu tả khoa học đầu tiên năm 1962.